# Malabaila
Malabaila là chi thực vật có hoa trong họ Apiaceae.